# Chantemerle
Chantemerle é uma comuna francesa na região administrativa do Grande Leste, no departamento de Marne. Estende-se por uma área de 8.51 km², e possui 46 habitantes, segundo o censo de 2018, com uma densidade de 5.4 hab/km².